# Guardas Escocesas

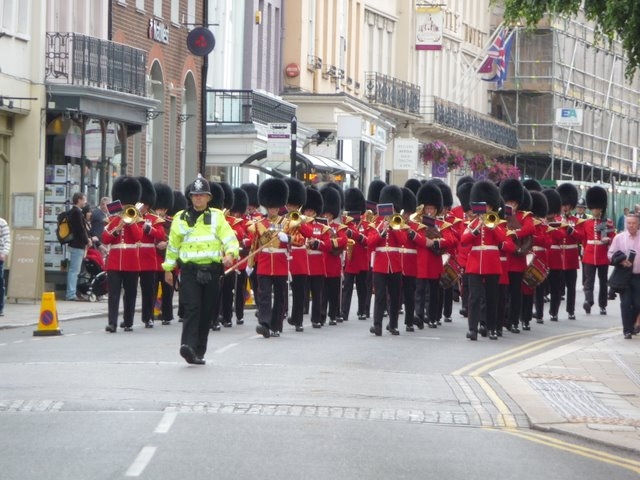
Banda oficial da Scots Guard.

As Guardas Escocesas é uma das forças de elite de infantaria da Household Division, sendo a mais antiga entre elas.
Tem origem em 1642, quando o rei Carlos I de Inglaterra determinou a criação, na Escócia, de um regimento que, sob o seu comando pessoal, deveria dirigir-se a Ulster a fim de sufocar uma rebelião ali em progresso. Os acontecimentos que se seguiram, com a revolução que o destronou, impediram-no de assumir aquele comando. O regimento, entretanto foi enviado a combater em Ulster, onde permaneceu até 1650, um ano após a execução de Carlos I no patíbulo.
De volta à Escócia, o regimento foi transformado no "Life Guards of Foot" de Carlos II de Inglaterra, que cedeu ao pai no trono daquele país. Em 1686 com o nome de "Third Regiment of Foot Guards" passou a integrar o exército britânico. Em 1831 o seu nome foi mudado para "Scots Fusilier Guards" até que, em 1877, tomou a sua atual denominação.
O seu lema é "Nemo me impune lacessit".